# Люлье, Генриетта
Генриетта Софья Люлье (до замужества — Пушет; 1716 — 22 декабря 1802, Варшава) — французская гадалка и сводница. Она была влиятельной и противоречивой фавориткой последнего короля Польши Станислава Августа Понятовского и его брата Казимира Понятовского.

## Биография
Происходила из французской дворянской семьи Пушет, происходившей из окрестностей Тулузы. Генриетта Пушет родилась во Франции в семье комиссара соляных складов Бенедикта Пуше и Барбары Эйхингер. Она получила хорошее научное образование и, возможно[уточнить], училась в Люневиле. В 1753 году она якобы была любовницей великого стольника литовского Станислава Августа Понятовского во время его визита в Париж. Согласно легенде[какой?], она предсказала ему, что однажды он станет королем Польши. В 1754 году она вышла замуж за Августа Луи Люлье, который служил казначеем при дворе короля Речи Посполитой Августа III Сильного, и поселилась с ним в Польше. Она возобновила контакт со Станиславом Понятовским, который был избран королем Речи Посполитой в 1764 году.
Во время правления Станислава Августа Понятовского Генриетта была любимицей как самого монарха, так и его брата Казимира Понятовского. Она была доверенным лицом короля, который поручил ей вести его любовные дела. В 1765 году Казимир Понятовский, брат короля, купил ей дом, в котором она содержала бордель, модный для либертинов, с королем в качестве одного из клиентов. Она также была полезна королю в качестве дипломатического агента после установления романов с русским дипломатом Николаем Репниным и прусским дипломатом Гедеоном Бенуа. Король Станислав поручил ей вести неофициальные политические переговоры. В благодарность за её службу польский король дал ей денежное содержание. В 1771—1773 годах она совершила поездки в Вену, Париж и Спа, установила влиятельные международные контакты. После ее возвращения в 1773 году, король Станислав Понятовский предоставил ей свою летнюю резиденцию Эрмитаж в королевском парке Лазенки. Последний раз она посетила польского короля в 1796 году, когда он был заключен русскими в Гродно. Она прожила всю свою жизнь на вилле Эрмитаж. Она была похоронена на Повонзковском кладбище в Варшаве.
Генриетта Люлье была печально известна в Польше XVIII века, где она считалась символом упадка и коррупции и центром политических заговоров, и она стала мишенью нескольких клеветнических статей с 1760-х годов, таких как O zapobieżeniu nierządów w Warszawie (1782).